# Теорема Гурвіца (теорія чисел)
Теорема Гурвіца — результат теорії чисел, про наближення ірраціональних чисел раціональними. Теорема була доведена Адольфом Гурвіцем у 1891 році.

## Формулювання
Для будь-якого додатного дійсного числа {\displaystyle c\leqslant {\sqrt {5}}} і ірраціонального числа {\displaystyle \xi } існує нескінченна кількість взаємно простих цілих чисел {\displaystyle h,k} таких, що {\displaystyle \left|\xi -{\frac {h}{k}}\right|<{\frac {1}{ck^{2}}}}.
Натомість для будь-якого числа {\displaystyle c>{\sqrt {5}}} існує ірраціональне число {\displaystyle \xi } таке, що нерівність {\displaystyle \left|\xi -{\frac {h}{k}}\right|<{\frac {1}{ck^{2}}}} виконується лише для скінченної кількості взаємно простих цілих чисел {\displaystyle h,k}.

## Доведення

### Доведення першої частини теореми
Можна вважати, що {\displaystyle 0<\xi <1}.
Розглянемо ряд Фарея порядку N і {\displaystyle {\frac {a}{b}}} і {\displaystyle {\frac {a'}{b'}}} два його послідовні члени для яких {\displaystyle {\frac {a}{b}}<\xi <{\frac {a'}{b'}}}. Можна вважати, що {\displaystyle b'>{\frac {{\sqrt {5}}+1}{2}}b\ } або {\displaystyle \ b'<{\frac {{\sqrt {5}}-1}{2}}b}. Справді, якщо {\displaystyle {\frac {{\sqrt {5}}-1}{2}}b<b'<{\frac {{\sqrt {5}}+1}{2}}b}, то {\displaystyle b+b'>{\frac {{\sqrt {5}}+1}{2}}\max\{b,b'\}} і тому ряд Фарея {\displaystyle F_{N}} можна замінити на {\displaystyle F_{b+b'}}, а одне з чисел {\displaystyle {\frac {a}{b}}} чи {\displaystyle {\frac {a'}{b'}}} на {\displaystyle {\frac {a+a'}{b+b'}}}.
Позначаючи {\displaystyle \omega ={\frac {b'}{b}}}, таким чином {\displaystyle \omega >{\frac {{\sqrt {5}}+1}{2}}} або {\displaystyle \omega <{\frac {{\sqrt {5}}-1}{2}}}. В будь-якому випадку {\displaystyle 1+\omega ^{-2}>{\sqrt {5}}\omega ^{-1}}, оскільки
{\displaystyle {\frac {1}{\sqrt {5}}}\left(1+{\frac {1}{\omega ^{2}}}\right)-{\frac {1}{\omega }}={\frac {1}{{\sqrt {5}}\omega ^{2}}}\left(\omega -{\frac {{\sqrt {5}}-1}{2}}\right)\left(\omega -{\frac {{\sqrt {5}}+1}{2}}\right)>0}.
Звідси
{\displaystyle {\frac {1}{\sqrt {5}}}\left({\frac {1}{b^{2}}}+{\frac {1}{b'^{2}}}\right)={\frac {1}{{\sqrt {5}}b^{2}}}\left(1+{\frac {1}{\omega ^{2}}}\right)>{\frac {1}{\omega b^{2}}}}.
З цієї нерівності отримуємо {\displaystyle {\frac {a'}{b'}}-{\frac {a}{b}}={\frac {1}{bb'}}={\frac {1}{\omega b^{2}}}<{\frac {1}{\sqrt {5}}}\left({\frac {1}{b^{2}}}+{\frac {1}{b'^{2}}}\right)}.
Таким чином один із інтервалів {\displaystyle \left({\frac {a}{b}},{\frac {a}{b}}+{\frac {1}{{\sqrt {5}}b^{2}}}\right)} або {\displaystyle \left({\frac {a'}{b'}}-{\frac {1}{{\sqrt {5}}(b')^{2}}},{\frac {a'}{b'}}\right)} містить {\displaystyle \xi } і відповідно одне з чисел {\displaystyle {\frac {a}{b}}} або {\displaystyle {\frac {a'}{b'}}} задовольняє умову теореми.
Позначаючи це число {\displaystyle {\frac {h}{k}}} маємо {\displaystyle \left|\xi -{\frac {h}{k}}\right|<{\frac {a'}{b'}}-{\frac {a}{b}}={\frac {1}{bb'}}\leqslant {\frac {1}{b+b'-1}}} і оскільки з властивостей рядів Фарея {\displaystyle F_{N}} для послідовних членів ряду {\displaystyle b+b'\geqslant N+1} то звідси {\displaystyle \left|\xi -{\frac {h}{k}}\right|<{\frac {1}{N}}}. Оскільки число {\displaystyle N} було довільним (в процесі доведення його можливо замінено на деяке більше число), то обираючи різні такі числа ми отримаємо нескінченну кількість дробів {\displaystyle {\frac {h}{k}}}, що задовольняють умови теореми.

### Контрприклад для другої частини теореми
Нехай {\displaystyle c={\frac {\sqrt {5}}{\alpha }}}, де {\displaystyle 0<\alpha <1} і {\displaystyle \xi ={\frac {1+{\sqrt {5}}}{2}}}. Припустимо, що {\displaystyle \left|{\frac {h}{k}}-{\frac {1+{\sqrt {5}}}{2}}\right|<{\frac {\alpha }{{\sqrt {5}}k^{2}}}}.
Це можна переписати як рівність {\displaystyle \theta ={\sqrt {5}}k^{2}\left({\frac {{\sqrt {5}}+1}{2}}-{\frac {h}{k}}\right)}, де {\displaystyle |\theta |\leq \alpha }. Після перегрупування доданків і піднесення до квадрату одержуємо {\displaystyle h^{2}-hk-k^{2}={\frac {\theta ^{2}}{5k^{2}}}-\theta \,}. Якщо розглянути {\displaystyle P(h)=h^{2}-hk-k^{2}} як многочлен від {\displaystyle h}, то {\displaystyle P(h)=0\Leftrightarrow h={\frac {(1\pm {\sqrt {5}})k}{2}}}. Оскільки {\displaystyle h} і {\displaystyle k} є цілими числами і {\displaystyle k\neq 0} це неможливо і тому {\displaystyle |h^{2}-hk-k^{2}|\geq 1}.
Оскільки {\displaystyle |\theta |\leqslant \alpha <1} то {\displaystyle 1\leq \left|{\frac {\theta ^{2}}{5k^{2}}}-\theta ~\right|\leq |\theta |+{\frac {|\theta |^{2}}{5k^{2}}}\leq \alpha +{\frac {\alpha ^{2}}{5k^{2}}}}, або {\displaystyle k^{2}<{\frac {\alpha ^{2}}{5(1-\alpha )}}}.
Тобто натуральне число {\displaystyle k} може мати лише скінченну кількість значень. Тоді {\displaystyle h} теж може приймати скінченну кількість значень.